# Dives, Oise
Dives är en kommun i departementet Oise i regionen Hauts-de-France i norra Frankrike. Kommunen ligger i kantonen Lassigny som tillhör arrondissementet Compiègne. År 2022 hade Dives 376 invånare.

## Befolkningsutveckling
Antalet invånare i kommunen Dives
| Referens: INSEE |